# Batalla de Auberoche
La batalla de Auberoche fue una escaramuza significativa en los primeros compases de la guerra de los Cien Años que enfrentó a franceses e ingleses en las proximidades de Auberoche, cerca de Périgueux, en la Gascuña francesa. Por aquel entonces, la Gascuña era territorio de la corona de Inglaterra y de esta región provenían gran parte de los soldados que formaban el ejército inglés. La batalla tuvo lugar en las inmediaciones del río Auvézère, que marcaba el límite entre los territorios ingleses y franceses.

## La campaña
Enrique de Grosmont, conde de Derby había llegado a la Gascuña en junio de 1345 al mando de un pequeño ejército. Ordenando hacer levas por la región consiguió reforzarlo con milicia local hasta el punto de conformar un batallón tan importante que pudo capturar la ciudad de Bergerac en el mes de agosto. Después de esta importante victoria, el conde de Derby ordenó a su ejército avanzar hasta la fortaleza de Auberoche, que capturó con un grupo de jinetes. Enrique continuó su victoriosa campaña, hasta que se retiró a Burdeos en busca de tropas más frescas.
Por su parte, los señores feudales de Poitiers con el duque de Normandía a la cabeza, el futuro rey Juan II de Francia, ordenaron un contrataque contra los ingleses para despejar el camino del ejército desde Normandía. El punto que acordaron atacar era Auberoche.
A la fortaleza llegó el ejército francés, liderado por Luis de Poitiers, compuesto por 7000 soldados.

## El asedio
Los franceses cercaron el castillo cortando las comunicaciones y los suministros que provenían del oeste. El campamento se dispuso de forma que la mayoría del ejército descansaba en la explanada entre el río y el castillo mientras una pequeña avanzadilla vigilaba el camino del norte para evitar que los ciudadanos atrapados en la fortaleza escaparan. Es entonces cuando, según cuenta una leyenda apócrifa, un soldado del regimiento, que quería atravesar el bloqueo francés para llevar una carta que pedía ayuda a los ingleses, fue capturado y devuelto a la fortaleza siendo él mismo el proyectil de una balista. El hombre sobrevivió pero con el cuerpo lleno de heridas. Leyendas al margen, un soldado sí que consiguió atravesar el cerco francés y pedir ayuda a Enrique que precisamente regresaba con nuevas tropas a la región.

## La batalla
El 21 de octubre de 1345, el ejército inglés se puso en camino desde Périgueux durante la noche cruzando el río en dos ocasiones para que, antes del amanecer, pudieran llegar hasta los franceses. Enrique apostó a sus hombres en una colina desde la que se divisaba el campamento y la fortaleza. El ejército inglés estaba en desventaja numérica y Enrique lo sabía. No obstante, no había querido esperar los refuerzos del conde de Pembroke en Périgueux y partió al anochecer.
Cuando amaneció, los ingleses se ocultaron tras la colina confiando en que llegaran los refuerzos de Pembroke. Como estos no llegaban, Enrique reunió a sus oficiales, entre ellos Walter Manny, el primer barón de Manny, y resolvieron no tentar más a la suerte y utilizar el factor sorpresa antes de que fueran descubiertos para así atacar a un desprevenido ejército francés que a duras penas podría esgrimir una defensa mediocre.

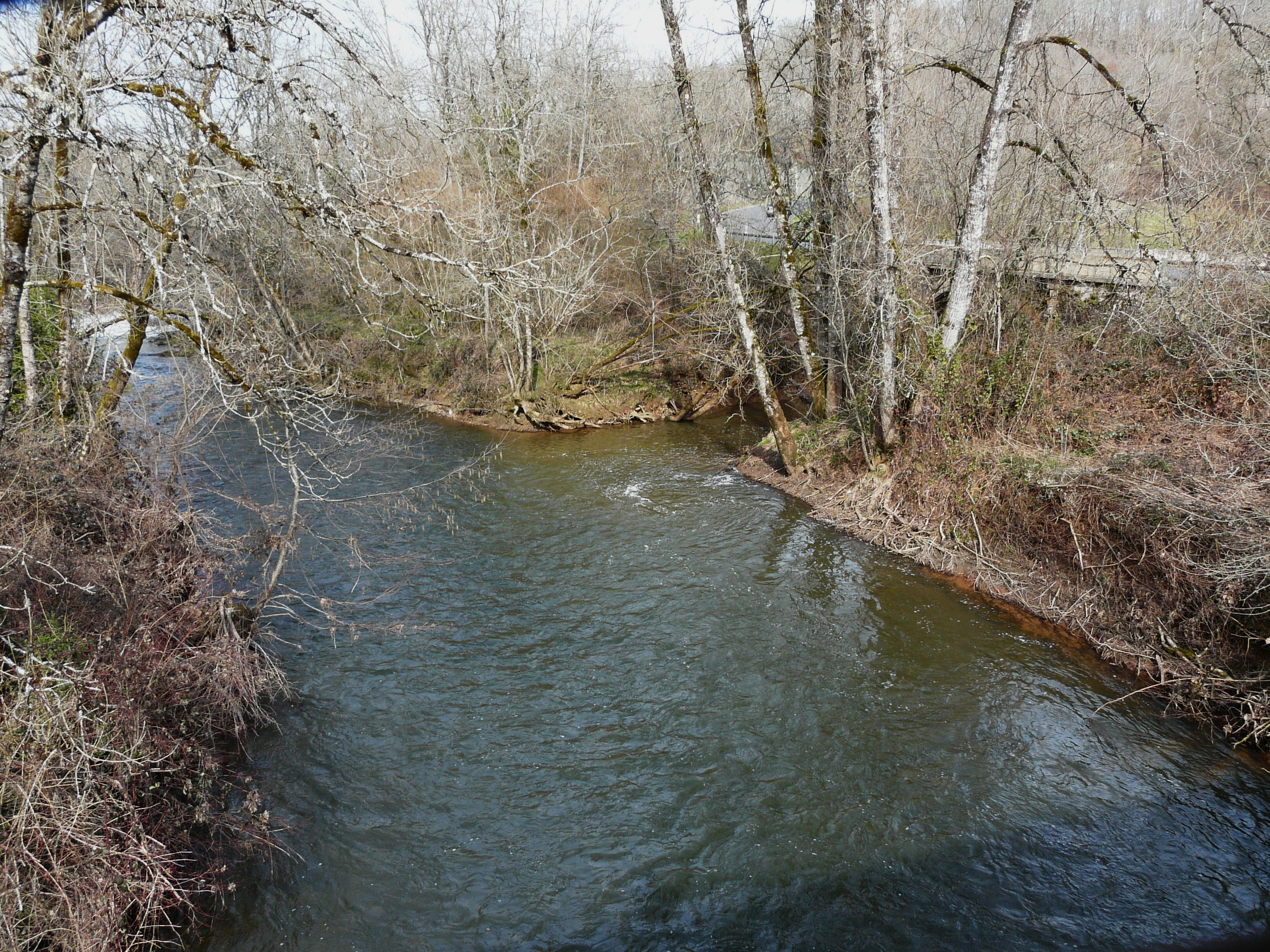
El río Auvézère y su afluente, el Dalon.

Tras un fugaz reconocimiento del terreno por parte de Enrique, el conde de Derby decidió un ataque en tres frentes. El primero de ellos llevaría a la caballería por el llano hasta el sur. El segundo flanco, el de infantería, oculto en el bosque, saldría a tropel llamando la atención de los franceses y cogiéndolos por sorpresa en su retaguardia. Por último, el tercer ataque llegaría mediante los arqueros que, desde la linde del bosque, arrojarían flechas sobre el campamento. Así las cosas, acordaron esperar un poco más, cuando los franceses estuvieran comiendo.
Cuando el ejército francés se encontraba más relajado aprovisionándose durante el atardecer, Enrique dio la señal de ataque. La sorpresa fue mayúscula y fue precisamente este factor el que decantó la balanza en favor de los ingleses. La desorganización del ejército francés era notoria, el ataque los había cogido por sorpresa, y los soldados caían bajo las flechas y las cargas de caballería. Los franceses que consiguieron salvarse de la primera escaramuza intentaron formar torpemente en el llano más cercano al río pero eran blancos fáciles para los arqueros que masacraban a los andrajosos soldados. La lucha continuó en el campamento durante algunos instantes más e incluso parecía que la retirada francesa había logrado infligir cierto daño al ejército inglés mientras se reorganizaban; pero Frank Haller, el alguacil de la fortaleza, había seguido minuciosamente los movimientos de sus enemigos y, en ese momento crucial, ordenó el ataque de la guarnición de Auberoche desde retaguardia, precipitando la clara victoria inglesa sobre los infelices franceses que huían a duras penas.

## Consecuencias

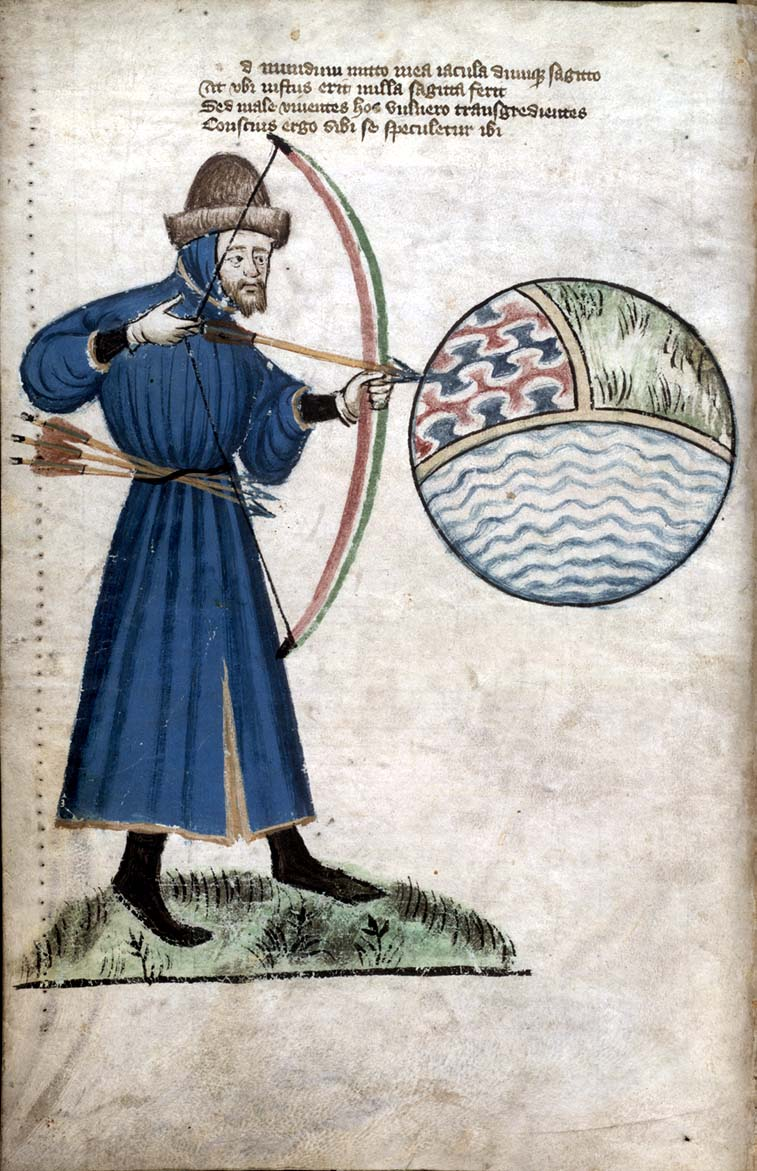
Los arqueros fueron esenciales en la victoria inglesa.

El regimiento que se quedó en el camino del norte para prevenir la huida de los habitantes de Auberoche fue la única parte del ejército francés que logró escapar ya que no intervino en la batalla. En el campamento, los franceses abandonaron gran cantidad de víveres, suministros y un botín sustancioso de los que los ingleses se apropiaron.
El general francés Luis de Poitiers murió poco después de la batalla a consecuencia de las heridas sufridas y el segundo al mando, Bertrand de l'Isle estaba prisionero. Otros nobles franceses fueron capturados y los rescates obtenidos enriquecieron a los generales ingleses, sobre todo a Enrique, del que se dice que consiguió una fortuna de 67000 libras con los rescates de aquel día.
Poco después de la batalla, las relaciones internaciones se resintieron: el avance normando hacia territorio inglés fue suspendido y durante seis meses no se tiene constancia de ninguna campaña francesa en Gascuña. Al mismo tiempo, también fueron cortadas las comunicaciones entre Normandía y el duque de Borbón, quien comandaba un ejército importante en el sur de Francia, para evitar futuras represalias por una u otra facción. Enrique aprovechó esta victoria para continuar reafirmando su poder en la región, tomando más fortalezas y ciudades, como Montségur, y asediando La Réole y Aiguillon para dejar bien clara la soberanía inglesa de aquellas tierras.
Después de la batalla, los ingleses continuaron reclutando levas y recaudando impuestos que aumentaron ya que había nuevos asentamientos de los que aprovisionarse. Además de la victoria política, los ingleses lograron una importante victoria moral, ya que la población local, incluidos los señores feudales, se sometieron a las leyes inglesas y se asentó sobre Gascuña un absoluto control que aún había de durar cien años más.